# Bandské moře

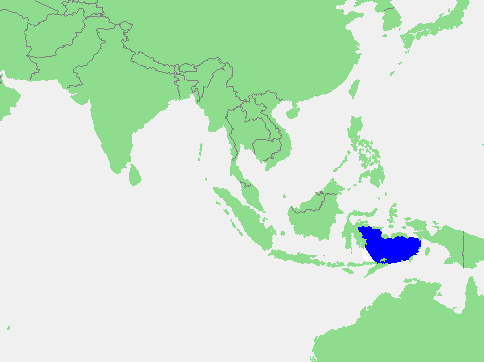
Bandské moře na mapě jihovýchodní Asie

Bandské moře (indonésky Laut Banda) je okrajové moře Tichého oceánu obklopující Molucké ostrovy v Indonésii. Rozkládá se na ploše přibližně 470 000 km², je dlouhé asi 1000 km a široké 500 km. Nejhlubším místem je Weberův příkop s hloubkou 7351 m. 
Bandské moře sousedí s Moluckým mořem, Seramským mořem a Timorským mořem. Jeho dno tvoří Bandská deska, která se aktivně stýká s okolními tektonickými deskami.

## Geografie
Bandské moře je ohraničeno významnými ostrovy, mezi které patří Sulawesi, Buru, Seram, Timor a Tanimbarovy ostrovy. Střed moře je relativně otevřený, zatímco jeho hranice tvoří útesy a skalnaté ostrůvky, což činí oblast nebezpečnou pro plavbu i rybolov.

### Ostrovy
Mezi významné ostrovy v Bandském moři patří:
- Bandské ostrovy,
- Kaiovy ostrovy,
- Aruovy ostrovy,
- Tanimbarovy ostrovy.

Některé ostrovy jsou aktivní sopky, například Gunung Api a Manuk.

### Geologie
Bandské moře leží v oblasti intenzivní tektonické aktivity. Dno moře tvoří Bandská deska, která se stýká s Indo-australskou deskou a Euroasijskou deskou. V oblasti se nachází několik hlubokomořských příkopů, včetně Weberova příkopu, nejhlubší podmořské prohlubně v oblasti před obloukem sopečných ostrovů.

### Zemětřesení
Oblast Bandského moře je často postihována zemětřeseními kvůli interakci tří hlavních tektonických desek: Eurasijské, Indo-australské a Pacifické. Mezi významné události patří Zemětřesení v Bandském moři 1938 a Zemětřesení v Bandském moři 2006.

## Ekologie
Bandské moře je součástí Korálového trojúhelníku, jedné z biologicky nejbohatších oblastí světa. Nachází se zde stovky druhů korálů a tisíce druhů ryb. Oblast je rovněž domovem ohrožených druhů, včetně plejtváka obrovského (Balaenoptera musculus) a dalších významných mořských druhů.

## Historie
Historicky byla oblast Bandského moře ovlivněna častou vulkanickou činností. Gunung Api a další sopky zde pravidelně vybuchují, což mění tvář krajiny a ovlivňuje místní ekosystém.